# Spencerville (Nowy Meksyk)
Spencerville – jednostka osadnicza w Stanach Zjednoczonych, w stanie Nowy Meksyk, w hrabstwie San Juan.